# سینمای اروپا

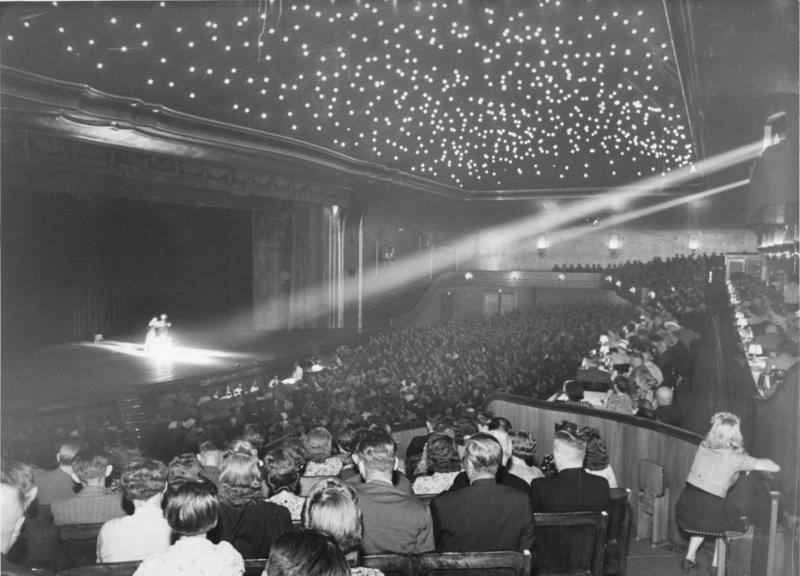
سالن تئاتر وینترگارتن برلین، اولین سالن سینماست که در طول ماه نوامبر ۱۸۹۵، فیلمی کوتاه از برادران اسکلانوسکی در آن به نمایش درمی‌آمد.

سینمای اروپا (انگلیسی: Cinema of Europe) به صنایع فیلم‌سازی و فیلم‌های ساخته شده در قاره اروپا اشاره دارد. اروپایی‌ها با کمک مهندسان نوآور و هنرمندان، پیشگام صنعت تصاویر متحرک در اواخر قرن نوزدهم میلادی بودند. لویی لو پرنس برای چشم‌انداز باغ روندهی در ۱۸۸۸ که اولین فیلم سلولوئیدی شناخته شده‌است، مشهور شد. برادران اسکلادانوسکی از برلین، از بیوسکوپ خود استفاده کردند تا تماشاچیان سالن وینترگارتن با با نمایش اولین فیلم نمایش‌داده شده، در طول ماه نوامبر ۱۸۹۵، تحت تأثیر قرار دهند. برادران لومیر سینماتوگراف را عرضه کردند که آغازگر دوره فیلم صامت شمرده می‌شود؛ دوره‌ای که سینمای اروپایی موفقیت تجاری بزرگی کسب کرد. این اتفاق تا زمان جنگ جهانی دوم و اثر خصمانه‌اش بر هنر ادامه داشت.
جریان‌های قابل توجه سینمای اروپایی شامل اکسپرسیونیسم آلمان (دهه ۱۹۲۰)، جنبش مونتاژ شوروی (دهه ۱۹۲۰)، امپرسیونیسم فرانسه (دهه ۱۹۲۰)، رئالیسم شاعرانه (دهه ۱۹۳۰) و نئورئالیسم ایتالیا (دهه ۱۹۴۰) می‌شود. این دوره در حال حاضر، دوره «هالیوود دیگر» خوانده می‌شود. اولین استودیوی فیلم‌سازی در مقیاس بزرگ هم در اروپا تأسیس شده‌است؛ استودیوی فیلم‌سازی بابلزبرگ (۱۹۱۲) در نزدیکی برلین. 
جنبش‌های اصلی سینمای اروپای پس از جنگ جهانی دوم شامل سینمای آزاد (دهه ۱۹۵۰)، موج نوی فرانسه (دهه‌های ۱۹۵۰ و ۱۹۶۰)، مکتب فیلم لهستان (دهه‌های ۱۹۵۰ و ۱۹۶۰)، موج نوی چک‌اسلواک (دهه ۱۹۶۰)، سینمای نوین آلمان (دهه‌های ۱۹۶۰ تا ۱۹۸۰)، موج نوی سینمای انگلستان (دهه‌های ۱۹۵۰ و ۱۹۶۰)، وسترن اسپاگتی (دهه ۱۹۶۰) و نوو سینما (دهه‌های ۱۹۶۰ و ۱۹۷۰) می‌شود. جنبش‌های قرن بیست و یکم نیز شامل دوگما ۹۵، نهایت‌گرایی نوین فرانسه، موج نوی سینمای رومانی و مکتب برلین می‌شود. 